# Francesc Betriu i Tàpies
|  | Aquest article parla de l'empresari català; per al director de cinema vegeu l'article Francesc Betriu i Cabeceran |

Francesc Betriu i Tàpies (Oliana, Alt Urgell, 27 d'octubre de 1926 - Barcelona, 2 de juny de 2014) fou un enginyer industrial i empresari català. Va començar muntant motors als tocadiscs Dual, la primera empresa on va treballar. L'any 1962 va tornar a Oliana i va crear allà, amb Jordi Escaler i dos socis més, l'embrió de la fàbrica de petits electrodomèstics Taurus. Aquell mateix any va començar amb la fabricació d'una assecadora i una batedora. L'empresa tenia en aquells moments 25 treballadors, que van passar a ser 600 el 1969. Aquell any ja hi havia fàbriques a Organyà (Alt Urgell), Oliana i Solsona (Solsonès). L'any 1982 Taurus comptava ja amb 1000 treballadors i exportava a 48 països.

## Capital i tecnologia catalana
El capital de l'empresa era 100% català, així com la tecnologia i els components que utilitzaven els petits electrodomèstics fabricats per Taurus. Això va ser així degut, en part, per la distància que hi havia dels grans centres productors de components (cablejat, imants, motors, etc.) generalment situats a les rodalies de les grans ciutats industrials. A principis de la dècada dels anys 80 la marca tenia fàbriques, a part de les tres localitats citades, a Mèxic i Veneçuela. En aquells anys, especialment bons per a la indústria del petit electrodomèstic, la marca olianesa va arribar a facturar 5.500 milions de pessetes. Entre els productes fabricats a les tres factories catalanes van tenir un èxit destacat la batedora bapi Taurus i el termo ventilador Tropicano. Precisament ara un enginyer que va treballar amb Francesc Betriu, en Gabriel Lluelles, ha estat guardonat amb un premi FAD (Foment de les Arts Decoratives), pels seus dissenys de petits electrodomèstics (com el Minipimer, que el 1959 havia inventat per a l'empresa PIMER). La família Betriu també va construir l'aeroport de la Seu d'Urgell.

## Suspensió de pagaments i venda de l'empresa
El febrer de l'any 1993 l'empresa Taurus va fer suspensió de pagaments. Donades les dificultats de la zona on estaven situades les fàbriques pirinenques, el govern de la Generalitat de Catalunya va intervenir per sanejar l'empresa i mantenir la majoria dels llocs de treball. Un cop fet aquest sanejament es va vendre la marca als empresaris Termens i Tornini, que en són els actuals propietaris. Actualment hi ha un projecte, on participen els governs espanyol i andorrà, per reobrir l'aeroport de la Seu d'Urgell.
Taurus compta avui dia amb centres productius a Oliana i Organyà i fora de Catalunya al Brasil, Mèxic, Sud Àfrica i l'Índia.
El poliesportiu d'Oliana porta el nom de Francesc Betriu.